# Annemiek Derckx
Annemiek Derckx, eigentlich Anna Maria Josephine Derckx (* 12. April 1954 in Beegden, jetzt Maasgouw in der Provinz Limburg), ist eine ehemalige niederländische Kanutin.
Derckx gewann im Kanurennsport bei den Olympischen Sommerspielen 1984 in Los Angeles die  Bronzemedaille im Einer-Kajak der Frauen über eine Distanz von 500 m (Kurzstrecke) mit einer Zeit von 2:00,11 min. Bei den Olympischen Sommerspielen 1988 in Seoul erreichte sie im Zweier-Kajak (K2) der Frauen zusammen mit Annemarie Cox und einer Zeit von 1:46,00 min ebenfalls Platz 3.
Darüber hinaus belegte sie bei den Kanurennsport-Weltmeisterschaften 1985 in Mechelen mit Annemarie Cox im K2 über 500 m den dritten Platz und gewann zwei Jahre später bei den Kanurennsport-Weltmeisterschaften 1987 in Duisburg auch mit Cox im K2 in der gleichen Distanz Silber.